# Interlands Welsh voetbalelftal 1900-1919
Deze pagina toont een chronologisch en gedetailleerd overzicht van de interlands die het Welsh voetbalelftal heeft gespeeld in de periode 1900 – 1919.

## Interlands

### 1900
|                                                                                   |                                                                      |       |                                     |                                                                                          |
| 3 februari British Home Championship 1900 № 64 «onderlinge duels» 15:00 uur (UTC) | Schotland                                                            | 5 – 2 | Wales                               | Pittodrie Stadium, Aberdeen Toeschouwers: 12.500 Scheidsrechter: Charles Sutcliffe (ENG) |
| 3 februari British Home Championship 1900 № 64 «onderlinge duels» 15:00 uur (UTC) | Jack Bell 2' David Wilson 7', 35' Robert Hamilton 40' Alec Smith 61' |       | 45' Thomas Parry 60' William Butler | Pittodrie Stadium, Aberdeen Toeschouwers: 12.500 Scheidsrechter: Charles Sutcliffe (ENG) |

|                                                                                    |                                            |       |         |                                                                                 |
| 24 februari British Home Championship 1900 № 65 «onderlinge duels» 15:30 uur (UTC) | Wales                                      | 2 – 0 | Ierland | The Oval, Llandudno Toeschouwers: 6.000 Scheidsrechter: Charles Sutcliffe (ENG) |
| 24 februari British Home Championship 1900 № 65 «onderlinge duels» 15:30 uur (UTC) | Thomas Parry 73' Billy Meredith 87' (pen.) |       |         | The Oval, Llandudno Toeschouwers: 6.000 Scheidsrechter: Charles Sutcliffe (ENG) |

|                                                                                 |                    |       |                    |                                                                                     |
| 26 maart British Home Championship 1900 № 66 «onderlinge duels» 16:00 uur (UTC) | Wales              | 1 – 1 | Engeland           | Cardiff Arms Park, Cardiff Toeschouwers: 20.000 Scheidsrechter: Tom Robertson (SCO) |
| 26 maart British Home Championship 1900 № 66 «onderlinge duels» 16:00 uur (UTC) | Billy Meredith 55' |       | 3' Geoffrey Wilson | Cardiff Arms Park, Cardiff Toeschouwers: 20.000 Scheidsrechter: Tom Robertson (SCO) |

### 1901
|                                                                |                    |       |                  |                                                                                        |
| 2 maart British Home Championship 1901 № 67 «onderlinge duels» | Wales              | 1 – 1 | Schotland        | Racecourse Ground, Wrexham Toeschouwers: 5.000 Scheidsrechter: Charles Sutcliffe (ENG) |
| 2 maart British Home Championship 1901 № 67 «onderlinge duels» | John Robertson 74' |       | 76' Thomas Parry | Racecourse Ground, Wrexham Toeschouwers: 5.000 Scheidsrechter: Charles Sutcliffe (ENG) |

|                                                                                 |                                                                           |       |       |                                                                                               |
| 18 maart British Home Championship 1901 № 68 «onderlinge duels» 16:00 uur (UTC) | Engeland                                                                  | 6 – 0 | Wales | St. James' Park, Newcastle upon Tyne Toeschouwers: 11.000 Scheidsrechter: Tom Robertson (SCO) |
| 18 maart British Home Championship 1901 № 68 «onderlinge duels» 16:00 uur (UTC) | Steve Bloomer 38', 60', 71', 74' Ernest Needham 51' (pen.) Tip Foster 72' |       |       | St. James' Park, Newcastle upon Tyne Toeschouwers: 11.000 Scheidsrechter: Tom Robertson (SCO) |

|                                                                                      |         |                     |       |                                                                               |
| 23 maart British Home Championship 1901 № 69 «onderlinge duels» 15:30 uur (UTC–0:25) | Ierland | 0 – 1               | Wales | Solitude, Belfast Toeschouwers: 7.000 Scheidsrechter: Charles Sutcliffe (ENG) |
| 23 maart British Home Championship 1901 № 69 «onderlinge duels» 15:30 uur (UTC–0:25) |         | 55' John Love Jones |       | Solitude, Belfast Toeschouwers: 7.000 Scheidsrechter: Charles Sutcliffe (ENG) |

### 1902
|                                                                                    |       |                         |         |                                                                                        |
| 22 februari British Home Championship 1902 № 70 «onderlinge duels» 15:30 uur (UTC) | Wales | 0 – 3                   | Ierland | Cardiff Arms Park, Cardiff Toeschouwers: 10.000 Scheidsrechter: Arthur Kingscott (ENG) |
| 22 februari British Home Championship 1902 № 70 «onderlinge duels» 15:30 uur (UTC) |       | 40', 60', 75' Andy Gara |         | Cardiff Arms Park, Cardiff Toeschouwers: 10.000 Scheidsrechter: Arthur Kingscott (ENG) |

|                                                                                |       |       |          |                                                                                     |
| 3 maart British Home Championship 1902 № 71 «onderlinge duels» 15:30 uur (UTC) | Wales | 0 – 0 | Engeland | Racecourse Ground, Wrexham Toeschouwers: 10.000 Scheidsrechter: Tom Robertson (SCO) |
| 3 maart British Home Championship 1902 № 71 «onderlinge duels» 15:30 uur (UTC) |       |       |          | Racecourse Ground, Wrexham Toeschouwers: 10.000 Scheidsrechter: Tom Robertson (SCO) |

|                                                                                 |                                                                                       |       |                  |                                                                                    |
| 15 maart British Home Championship 1902 № 72 «onderlinge duels» 15:30 uur (UTC) | Schotland                                                                             | 5 – 1 | Wales            | Cappielow Park, Greenock Toeschouwers: 5.284 Scheidsrechter: Joseph MacBride (IRL) |
| 15 maart British Home Championship 1902 № 72 «onderlinge duels» 15:30 uur (UTC) | John Robertson 38' Albert Buick 47' Alec Smith 50' Bobby Walker 55' John Campbell 88' |       | Hugh Morgan-Owen | Cappielow Park, Greenock Toeschouwers: 5.284 Scheidsrechter: Joseph MacBride (IRL) |

### 1903
|                                                                                |                                   |       |                  |                                                                                  |
| 2 maart British Home Championship 1903 № 73 «onderlinge duels» 15:30 uur (UTC) | Engeland                          | 2 – 1 | Wales            | Fratton Park, Portsmouth Toeschouwers: 5.000 Scheidsrechter: Tom Robertson (SCO) |
| 2 maart British Home Championship 1903 № 73 «onderlinge duels» 15:30 uur (UTC) | Joe Bache 12' Vivian Woodward 78' |       | 54' Mart Watkins | Fratton Park, Portsmouth Toeschouwers: 5.000 Scheidsrechter: Tom Robertson (SCO) |

|                                                                                |       |                    |           |                                                                                    |
| 9 maart British Home Championship 1903 № 74 «onderlinge duels» 16:00 uur (UTC) | Wales | 0 – 1              | Schotland | Cardiff Arms Park, Cardiff Toeschouwers: 11.000 Scheidsrechter: Fred Kirkham (ENG) |
| 9 maart British Home Championship 1903 № 74 «onderlinge duels» 16:00 uur (UTC) |       | 25' Finlay Speedie |           | Cardiff Arms Park, Cardiff Toeschouwers: 11.000 Scheidsrechter: Fred Kirkham (ENG) |

|                                                                                      |                                       |       |       |                                                                           |
| 28 maart British Home Championship 1903 № 75 «onderlinge duels» 15:30 uur (UTC–0:25) | Ierland                               | 2 – 0 | Wales | Solitude, Belfast Toeschouwers: 14.000 Scheidsrechter: Fred Kirkham (ENG) |
| 28 maart British Home Championship 1903 № 75 «onderlinge duels» 15:30 uur (UTC–0:25) | Archie Goodall 76' Paddy Sheridan 88' |       |       | Solitude, Belfast Toeschouwers: 14.000 Scheidsrechter: Fred Kirkham (ENG) |

### 1904
|                                                                                    |                                   |       |                                |                                                                                    |
| 29 februari British Home Championship 1904 № 76 «onderlinge duels» 15:30 uur (UTC) | Wales                             | 2 – 2 | Engeland                       | Racecourse Ground, Wrexham Toeschouwers: 9.000 Scheidsrechter: Tom Robertson (SCO) |
| 29 februari British Home Championship 1904 № 76 «onderlinge duels» 15:30 uur (UTC) | Mart Watkins 15' Lloyd Davies 75' |       | 68' George Davis 77' Joe Bache | Racecourse Ground, Wrexham Toeschouwers: 9.000 Scheidsrechter: Tom Robertson (SCO) |

|                                                                                 |                 |       |                    |                                                                          |
| 12 maart British Home Championship 1904 № 77 «onderlinge duels» 15:30 uur (UTC) | Schotland       | 1 – 1 | Wales              | Dens Park, Dundee Toeschouwers: 12.000 Scheidsrechter: Tom Kirkham (ENG) |
| 12 maart British Home Championship 1904 № 77 «onderlinge duels» 15:30 uur (UTC) | Bobby Walker 5' |       | 65' Bobby Atherton | Dens Park, Dundee Toeschouwers: 12.000 Scheidsrechter: Tom Kirkham (ENG) |

|                                                                                 |       |                            |         |                                                                             |
| 21 maart British Home Championship 1904 № 78 «onderlinge duels» 15:30 uur (UTC) | Wales | 0 – 1                      | Ierland | Penrhyn Park, Bango Toeschouwers: 10.000 Scheidsrechter: Fred Kirkham (ENG) |
| 21 maart British Home Championship 1904 № 78 «onderlinge duels» 15:30 uur (UTC) |       | 77' (pen.) Billy McCracken |         | Penrhyn Park, Bango Toeschouwers: 10.000 Scheidsrechter: Fred Kirkham (ENG) |

### 1905
|                                                                                |                                                          |       |                    |                                                                                  |
| 6 maart British Home Championship 1905 № 79 «onderlinge duels» 15:30 uur (UTC) | Wales                                                    | 3 – 1 | Schotland          | Racecourse Ground, Wrexham Toeschouwers: 6.000 Scheidsrechter: Tom Kirkham (ENG) |
| 6 maart British Home Championship 1905 № 79 «onderlinge duels» 15:30 uur (UTC) | Mart Watkins 30' Grenville Morris 47' Billy Meredith 50' |       | 86' John Robertson | Racecourse Ground, Wrexham Toeschouwers: 6.000 Scheidsrechter: Tom Kirkham (ENG) |

|                                                                                 |                                             |       |                      |                                                                             |
| 27 maart British Home Championship 1905 № 80 «onderlinge duels» 15:30 uur (UTC) | Engeland                                    | 3 – 1 | Wales                | Anfield, Liverpool Toeschouwers: 26.100 Scheidsrechter: Tom Robertson (SCO) |
| 27 maart British Home Championship 1905 № 80 «onderlinge duels» 15:30 uur (UTC) | Vivian Woodward 55', 88' Stanley Harris 80' |       | 75' Grenville Morris | Anfield, Liverpool Toeschouwers: 26.100 Scheidsrechter: Tom Robertson (SCO) |

|                                                                                     |                                       |       |                                     |                                                                          |
| 8 april British Home Championship 1905 № 81 «onderlinge duels» 15:30 uur (UTC–0:25) | Ierland                               | 2 – 2 | Wales                               | Solitude, Belfast Toeschouwers: 15.000 Scheidsrechter: Tom Kirkham (ENG) |
| 8 april British Home Championship 1905 № 81 «onderlinge duels» 15:30 uur (UTC–0:25) | Neeley Murphy 25' Charlie O'Hagan 45' |       | 18' Mart Watkins 38' Bobby Atherton | Solitude, Belfast Toeschouwers: 15.000 Scheidsrechter: Tom Kirkham (ENG) |

### 1906
|                                                                                |           |                              |       |                                                                                  |
| 3 maart British Home Championship 1906 № 82 «onderlinge duels» 15:30 uur (UTC) | Schotland | 0 – 2                        | Wales | Tynecastle Park, Edinburgh Toeschouwers: 25.000 Scheidsrechter: John Lewis (ENG) |
| 3 maart British Home Championship 1906 № 82 «onderlinge duels» 15:30 uur (UTC) |           | 50' Lot Jones 65' John Jones |       | Tynecastle Park, Edinburgh Toeschouwers: 25.000 Scheidsrechter: John Lewis (ENG) |

|                                                                                 |       |               |          |                                                                                     |
| 19 maart British Home Championship 1906 № 83 «onderlinge duels» 16:00 uur (UTC) | Wales | 0 – 1         | Engeland | Cardiff Arms Park, Cardiff Toeschouwers: 15.000 Scheidsrechter: Robert Murray (SCO) |
| 19 maart British Home Championship 1906 № 83 «onderlinge duels» 16:00 uur (UTC) |       | 86' Sammy Day |          | Cardiff Arms Park, Cardiff Toeschouwers: 15.000 Scheidsrechter: Robert Murray (SCO) |

|                                                                                |                                                 |       |                                              |                                                                                  |
| 2 april British Home Championship 1906 № 84 «onderlinge duels» 15:30 uur (UTC) | Wales                                           | 4 – 4 | Ierland                                      | Racecourse Ground, Wrexham Toeschouwers: 5.000 Scheidsrechter: Tom Kirkham (ENG) |
| 2 april British Home Championship 1906 № 84 «onderlinge duels» 15:30 uur (UTC) | Arthur Green 13', 20', 28' Hugh Morgan-Owen 55' |       | 10', 25', 74' Harold Sloan 72' Jimmy Maxwell | Racecourse Ground, Wrexham Toeschouwers: 5.000 Scheidsrechter: Tom Kirkham (ENG) |

### 1907
|                                                                                         |                                      |       |                                                   |                                                                          |
| 23 februari British Home Championship 1907 № 85 «onderlinge duels» 15:30 uur (UTC–0:25) | Ierland                              | 2 – 3 | Wales                                             | Solitude, Belfast Toeschouwers: 12.000 Scheidsrechter: Tom Kirkham (ENG) |
| 23 februari British Home Championship 1907 № 85 «onderlinge duels» 15:30 uur (UTC–0:25) | Charlie O'Hagan 10' Harold Sloan 80' |       | 12' Dicky Morris 78' Billy Meredith 83' Lot Jones | Solitude, Belfast Toeschouwers: 12.000 Scheidsrechter: Tom Kirkham (ENG) |

|                                                                                |                      |       |           |                                                                                |
| 4 maart British Home Championship 1907 № 86 «onderlinge duels» 15:30 uur (UTC) | Wales                | 1 – 0 | Schotland | Racecourse Ground, Wrexham Toeschouwers: 7.715 Scheidsrechter: Jim Mason (ENG) |
| 4 maart British Home Championship 1907 № 86 «onderlinge duels» 15:30 uur (UTC) | Grenville Morris 50' |       |           | Racecourse Ground, Wrexham Toeschouwers: 7.715 Scheidsrechter: Jim Mason (ENG) |

|                                                                                 |                   |       |               |                                                                                 |
| 18 maart British Home Championship 1907 № 87 «onderlinge duels» 15:30 uur (UTC) | Engeland          | 1 – 1 | Wales         | Craven Cottage, Londen Toeschouwers: 22.000 Scheidsrechter: Robert Murray (SCO) |
| 18 maart British Home Championship 1907 № 87 «onderlinge duels» 15:30 uur (UTC) | James Stewart 62' |       | 25' Lot Jones | Craven Cottage, Londen Toeschouwers: 22.000 Scheidsrechter: Robert Murray (SCO) |

### 1908
|                                                                                |                                    |       |               |                                                                        |
| 7 maart British Home Championship 1908 № 88 «onderlinge duels» 15:30 uur (UTC) | Schotland                          | 2 – 1 | Wales         | Dens Park, Dundee Toeschouwers: 18.000 Scheidsrechter: Jim Mason (ENG) |
| 7 maart British Home Championship 1908 № 88 «onderlinge duels» 15:30 uur (UTC) | Alec Bennett 60' Willie Lennie 87' |       | 30' Lot Jones | Dens Park, Dundee Toeschouwers: 18.000 Scheidsrechter: Jim Mason (ENG) |

|                                                                 |                    |       |                                                                                             |                                                                                  |
| 16 maart British Home Championship 1908 № 89 «onderlinge duels» | Wales              | 1 – 7 | Engeland                                                                                    | Racecourse Ground, Wrexham Toeschouwers: 7.000 Scheidsrechter: David Philp (SCO) |
| 16 maart British Home Championship 1908 № 89 «onderlinge duels» | William Davies 90' |       | 18', 70', 80' Vivian Woodward 25' Jimmy Windridge 30' Billy Wedlock 40', 63' George Hilsdon | Racecourse Ground, Wrexham Toeschouwers: 7.000 Scheidsrechter: David Philp (SCO) |

|                                                                                 |       |                  |         |                                                                                   |
| 11 april British Home Championship 1908 № 90 «onderlinge duels» 15:30 uur (UTC) | Wales | 0 – 1            | Ierland | Athletic Ground, Aberdare Toeschouwers: 6.000 Scheidsrechter: John Ibbotson (ENG) |
| 11 april British Home Championship 1908 № 90 «onderlinge duels» 15:30 uur (UTC) |       | 28' Harold Sloan |         | Athletic Ground, Aberdare Toeschouwers: 6.000 Scheidsrechter: John Ibbotson (ENG) |

### 1909
|                                                                                |                                       |       |                                 |                                                                                   |
| 1 maart British Home Championship 1909 № 91 «onderlinge duels» 15:00 uur (UTC) | Wales                                 | 3 – 2 | Schotland                       | Racecourse Ground, Wrexham Toeschouwers: 6.000 Scheidsrechter: Tom Campbell (ENG) |
| 1 maart British Home Championship 1909 № 91 «onderlinge duels» 15:00 uur (UTC) | William Davies 23', 42' Lot Jones 26' |       | 70' Bobby Walker 73' Harry Paul | Racecourse Ground, Wrexham Toeschouwers: 6.000 Scheidsrechter: Tom Campbell (ENG) |

|                                                                 |                                    |       |       |                                                                                    |
| 15 maart British Home Championship 1909 № 92 «onderlinge duels» | Engeland                           | 2 – 0 | Wales | City Ground, West Bridgford Toeschouwers: 11.500 Scheidsrechter: David Philp (SCO) |
| 15 maart British Home Championship 1909 № 92 «onderlinge duels» | George Holley 15' Bert Freeman 42' |       |       | City Ground, West Bridgford Toeschouwers: 11.500 Scheidsrechter: David Philp (SCO) |

|                                                                                      |                                 |       |                                                  |                                                                              |
| 20 maart British Home Championship 1909 № 93 «onderlinge duels» 15:30 uur (UTC–0:25) | Ierland                         | 2 – 3 | Wales                                            | Grosvenor Park, Belfast Toeschouwers: 8.000 Scheidsrechter: John Stark (SCO) |
| 20 maart British Home Championship 1909 № 93 «onderlinge duels» 15:30 uur (UTC–0:25) | Billy Lacey 30' Andy Hunter 75' |       | 42' Lot Jones 62' George Wynn 63' Billy Meredith | Grosvenor Park, Belfast Toeschouwers: 8.000 Scheidsrechter: John Stark (SCO) |

### 1910
|                                                                |                   |       |       |                                                                                   |
| 5 maart British Home Championship 1910 № 94 «onderlinge duels» | Schotland         | 1 – 0 | Wales | Rugby Park, Kilmarnock Toeschouwers: 22.000 Scheidsrechter: Herbert Bamlett (ENG) |
| 5 maart British Home Championship 1910 № 94 «onderlinge duels» | Archie Devine 86' |       |       | Rugby Park, Kilmarnock Toeschouwers: 22.000 Scheidsrechter: Herbert Bamlett (ENG) |

|                                                                                 |       |                |          |                                                                                  |
| 14 maart British Home Championship 1910 № 95 «onderlinge duels» 15:30 uur (UTC) | Wales | 0 – 1          | Engeland | Cardiff Arms Park, Cardiff Toeschouwers: 20.000 Scheidsrechter: John Stark (SCO) |
| 14 maart British Home Championship 1910 № 95 «onderlinge duels» 15:30 uur (UTC) |       | 66' Andy Ducat |          | Cardiff Arms Park, Cardiff Toeschouwers: 20.000 Scheidsrechter: John Stark (SCO) |

|                                                                 |                                                |       |                           |                                                                                |
| 11 april British Home Championship 1910 № 96 «onderlinge duels» | Wales                                          | 4 – 1 | Ierland                   | Racecourse Ground, Wrexham Toeschouwers: 8.000 Scheidsrechter: Jim Mason (ENG) |
| 11 april British Home Championship 1910 № 96 «onderlinge duels» | Bobby Evans 24', 30' Grenville Morris 45', 72' |       | 47' (pen.) Johnny Darling | Racecourse Ground, Wrexham Toeschouwers: 8.000 Scheidsrechter: Jim Mason (ENG) |

### 1911
|                                                                                   |                    |       |                                         |                                                                                   |
| 28 januari British Home Championship 1911 № 97 «onderlinge duels» 15:00 uur (UTC) | Ierland            | 1 – 2 | Wales                                   | Windsor Park, Belfast Toeschouwers: 12.109 Scheidsrechter: Thomas Rowbotham (ENG) |
| 28 januari British Home Championship 1911 № 97 «onderlinge duels» 15:00 uur (UTC) | Billy Halligan 61' |       | 50' William Davies 84' Grenville Morris | Windsor Park, Belfast Toeschouwers: 12.109 Scheidsrechter: Thomas Rowbotham (ENG) |

|                                                                |                           |       |                          |                                                                           |
| 6 maart British Home Championship 1911 № 98 «onderlinge duels» | Wales                     | 2 – 2 | Schotland                | Ninian Park, Cardiff Toeschouwers: 14.000 Scheidsrechter: Jim Mason (ENG) |
| 6 maart British Home Championship 1911 № 98 «onderlinge duels» | Grenville Morris 20', 67' |       | 35', 89' Robert Hamilton | Ninian Park, Cardiff Toeschouwers: 14.000 Scheidsrechter: Jim Mason (ENG) |

|                                                                                 |                                          |       |       |                                                                       |
| 13 maart British Home Championship 1911 № 99 «onderlinge duels» 15:30 uur (UTC) | Engeland                                 | 3 – 0 | Wales | The Den, Londen Toeschouwers: 22.000 Scheidsrechter: John Stark (SCO) |
| 13 maart British Home Championship 1911 № 99 «onderlinge duels» 15:30 uur (UTC) | Vivian Woodward 65', 83' George Webb 67' |       |       | The Den, Londen Toeschouwers: 22.000 Scheidsrechter: John Stark (SCO) |

### 1912
|                                                                                 |                 |       |       |                                                                                 |
| 2 maart British Home Championship 1912 № 100 «onderlinge duels» 15:30 uur (UTC) | Schotland       | 1 – 0 | Wales | Tynecastle Park, Edinburgh Toeschouwers: 31.000 Scheidsrechter: Jim Mason (ENG) |
| 2 maart British Home Championship 1912 № 100 «onderlinge duels» 15:30 uur (UTC) | Jimmy Quinn 88' |       |       | Tynecastle Park, Edinburgh Toeschouwers: 31.000 Scheidsrechter: Jim Mason (ENG) |

|                                                                                  |       |                                   |          |                                                                                   |
| 11 maart British Home Championship 1912 № 101 «onderlinge duels» 15:30 uur (UTC) | Wales | 0 – 2                             | Engeland | Racecourse Ground, Wrexham Toeschouwers: 10.000 Scheidsrechter: Tom Dougray (SCO) |
| 11 maart British Home Championship 1912 № 101 «onderlinge duels» 15:30 uur (UTC) |       | 2' George Holley 41' Bert Freeman |          | Racecourse Ground, Wrexham Toeschouwers: 10.000 Scheidsrechter: Tom Dougray (SCO) |

|                                                                  |                                                        |       |                                       |                                                                                 |
| 13 april British Home Championship 1912 № 102 «onderlinge duels» | Wales                                                  | 2 – 3 | Ierland                               | Ninian Park, Cardiff Toeschouwers: 10.000 Scheidsrechter: Herbert Bamlett (ENG) |
| 13 april British Home Championship 1912 № 102 «onderlinge duels» | William Davies 30' David Davies 53' Frank Thompson 85' |       | 61' Jack McCandless 65' Batty Brennan | Ninian Park, Cardiff Toeschouwers: 10.000 Scheidsrechter: Herbert Bamlett (ENG) |

### 1913
|                                                                                         |         |                   |       |                                                                                 |
| 18 januari British Home Championship 1913 № 103 «onderlinge duels» 14:45 uur (UTC–0:25) | Ierland | 0 – 1             | Wales | Grosvenor Park, Belfast Toeschouwers: 8.000 Scheidsrechter: Jacky Pearson (ENG) |
| 18 januari British Home Championship 1913 № 103 «onderlinge duels» 14:45 uur (UTC–0:25) |         | 15' James Roberts |       | Grosvenor Park, Belfast Toeschouwers: 8.000 Scheidsrechter: Jacky Pearson (ENG) |

|                                                                 |           |       |       |                                                                                  |
| 3 maart British Home Championship 1913 № 104 «onderlinge duels» | Schotland | 0 – 0 | Wales | Racecourse Ground, Wrexham Toeschouwers: 4.500 Scheidsrechter: Isaac Baker (ENG) |
| 3 maart British Home Championship 1913 № 104 «onderlinge duels» |           |       |       | Racecourse Ground, Wrexham Toeschouwers: 4.500 Scheidsrechter: Isaac Baker (ENG) |

|                                                                                  |                                                                        |       |                                                      |                                                                             |
| 17 maart British Home Championship 1913 № 105 «onderlinge duels» 15:30 uur (UTC) | Engeland                                                               | 4 – 3 | Wales                                                | Ashton Gate, Bristol Toeschouwers: 8.000 Scheidsrechter: Alex Jackson (SCO) |
| 17 maart British Home Championship 1913 № 105 «onderlinge duels» 15:30 uur (UTC) | Harold Fleming 27' Eddie Latheron 30' Joe McCall 35' Harry Hampton 55' |       | 10' Walter Davis 52' Billy Meredith 70' Ernest Peake | Ashton Gate, Bristol Toeschouwers: 8.000 Scheidsrechter: Alex Jackson (SCO) |

### 1914
|                                                                    |                       |       |                          |                                                                                  |
| 19 januari British Home Championship 1914 № 106 «onderlinge duels» | Wales                 | 1 – 2 | Ierland                  | Racecourse Ground, Wrexham Toeschouwers: 5.000 Scheidsrechter: Isaac Baker (ENG) |
| 19 januari British Home Championship 1914 № 106 «onderlinge duels» | Evan Jones 80' (pen.) |       | 11', 70' Billy Gillespie | Racecourse Ground, Wrexham Toeschouwers: 5.000 Scheidsrechter: Isaac Baker (ENG) |

|                                                                                     |           |       |       |                                                                              |
| 28 februari British Home Championship 1914 № 107 «onderlinge duels» 15:30 uur (UTC) | Schotland | 0 – 0 | Wales | Celtic Park, Glasgow Toeschouwers: 10.000 Scheidsrechter: Harry Taylor (ENG) |
| 28 februari British Home Championship 1914 № 107 «onderlinge duels» 15:30 uur (UTC) |           |       |       | Celtic Park, Glasgow Toeschouwers: 10.000 Scheidsrechter: Harry Taylor (ENG) |

|                                                                                  |       |                                 |          |                                                                           |
| 16 maart British Home Championship 1914 № 108 «onderlinge duels» 15:30 uur (UTC) | Wales | 0 – 2                           | Engeland | Ninian Park, Cardiff Toeschouwers: 17.586 Scheidsrechter: Jim Mason (ENG) |
| 16 maart British Home Championship 1914 № 108 «onderlinge duels» 15:30 uur (UTC) |       | 50' Joe Smith 70' Billy Wedlock |          | Ninian Park, Cardiff Toeschouwers: 17.586 Scheidsrechter: Jim Mason (ENG) |

België · Bohemen · Denemarken · Duitsland · Engeland · Finland · Frankrijk · Hongarije · Ierland · Italië · Luxemburg · Nederland · Noorwegen · Oostenrijk · Rusland · Schotland · Wales · Zweden · Zwitserland
FAW · A-internationals · Bondscoaches · Statistieken · Welsh vrouwenelftal · Brits olympisch elftal · Wales U21 · Wales U20 · Wales U19 · Wales U18 · Wales U17 · Wales U16
1876 – 1899 ·
1900 – 1919 ·
1920 – 1929 ·
1930 – 1939 ·
1940 – 1949 ·
1950 – 1959 ·
1960 – 1969 ·
1970 – 1979 ·
1980 – 1989 ·
1990 – 1999 ·
2000 – 2009 ·
2010 – 2019 ·
2020 − 2029
EK 2016 · 
EK 2020
WK 1958
1876 · 
1877 · 
1878 · 
1879 · 
1880 · 
1881 · 
1882 · 
1883 · 
1884 · 
1885 · 
1886 · 
1887 · 
1888 · 
1889 · 
1890 · 
1891 · 
1892 · 
1893 · 
1894 · 
1895 · 
1896 · 
1897 · 
1898 · 
1899 · 
1900 · 
1901 · 
1902 · 
1903 · 
1904 · 
1905 · 
1906 · 
1907 · 
1908 · 
1909 · 
1910 · 
1911 · 
1912 · 
1913 · 
1914 · 
1915 · 1916 · 1917 · 1918 · 1919 · 
1920 · 
1921 · 
1922 · 
1923 · 
1924 · 
1925 · 
1926 · 
1927 · 
1928 · 
1929 · 
1930 · 
1931 · 
1932 · 
1933 · 
1934 · 
1935 · 
1936 · 
1937 · 
1938 · 
1939 · 
1940 · 1941 · 1942 · 1943 · 1944 · 1945 · 
1946 · 
1947 · 
1948 · 
1949 · 
1950 · 
1952 · 
1952 · 
1953 · 
1954 · 
1955 · 
1956 · 
1957 · 
1958 · 
1959 · 
1960 · 
1961 · 
1962 · 
1963 · 
1964 · 
1965 · 
1966 · 
1967 · 
1968 · 
1969 · 
1970 · 
1971 · 
1972 · 
1973 · 
1974 · 
1975 · 
1976 · 
1977 · 
1978 · 
1979 · 
1980 · 
1981 · 
1982 · 
1983 · 
1984 · 
1985 · 
1986 · 
1987 · 
1988 · 
1989 · 
1990 · 
1991 · 
1992 · 
1993 · 
1994 · 
1995 · 
1996 · 
1997 · 
1998 · 
1999 · 
2000 · 
2001 · 
2002 · 
2003 · 
2004 · 
2005 · 
2006 · 
2007 · 
2008 · 
2009 · 
2010 · 
2011 · 
2012 · 
2013 · 
2014 · 
2015 · 
2016 · 
2017 ·
2018 ·
2019 ·
2020 ·
2021 ·
2022 ·
2023
Albanië ·
Andorra ·
Argentinië ·
Armenië ·
Australië ·
Azerbeidzjan ·
België ·
Bosnië en Herzegovina ·
Brazilië ·
Bulgarije ·
Canada ·
Chili ·
China ·
Costa Rica ·
Cyprus ·
DDR ·
Denemarken ·
Duitsland ·
Engeland ·
Estland ·
Faeröer ·
Finland ·
Frankrijk ·
Georgië ·
Gibraltar ·
Griekenland ·
Hongarije ·
Ierland ·
IJsland ·
Iran ·
Israël ·
Italië ·
Jamaica ·
Japan ·
Joegoslavië ·
Kazachstan ·
Koeweit ·
Kroatië ·
Letland ·
Liechtenstein ·
Luxemburg ·
Malta ·
Mexico ·
Moldavië ·
Montenegro ·
Nederland ·
Nieuw-Zeeland ·
Noord-Ierland ·
Noord-Macedonië ·
Noorwegen ·
Oekraïne ·
Oostenrijk ·
Panama ·
Paraguay ·
Polen ·
Portugal · 
Qatar ·
Roemenië ·
Rusland ·
San Marino ·
Saoedi-Arabië ·
Schotland ·
Servië ·
Servië en Montenegro ·
Slovenië ·
Slowakije ·
Sovjet-Unie ·
Spanje ·
Trinidad & Tobago ·
Tsjechië ·
Tsjecho-Slowakije ·
Tunesië ·
Turkije ·
Uruguay ·
Verenigde Staten ·
Wit-Rusland ·
Zuid-Korea ·
Zweden ·
Zwitserland
Engeland (2016) · 
Denemarken (2021) · 
Italië (2021) · 
Rusland (2016) ·
Slowakije (2016) · 
Turkije (2021) · 
Zwitserland (2021)